# Roman Jagieliński

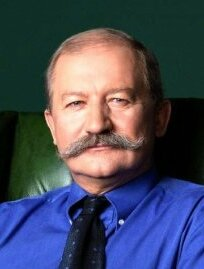
Roman Jagieliński (2008)

Roman Jagieliński (* 2. Januar 1947 in Wichradz) ist ein polnischer Politiker (ZSL, PSL, PLD). Er gehörte von 1991 bis 2005 dem Sejm in der I., II., III. und IV. Wahlperiode an. Von 1995 bis 1997 war er Landwirtschaftsminister und stellvertretender Ministerpräsident Polens.

## Leben und Beruf
Jagieliński studierte Gartenbau an der Warschauer Naturwissenschaftlichen Universität und schloss das Studium 1969 ab. Anschließend bewirtschaftete er einen Bauernhof in Świniokierz Dworski. Von 1989 bis 1991 war er Richter am Staatsgerichtshof. Er ist verheiratet und hat einen Sohn.

## Politische Laufbahn
Jagieliński wurde 1970 Mitglied der Blockpartei „Zjednoczone Stronnictwo Ludowe“ (ZSL), die 1990 in die Polskie Stronnictwo Ludowe (PSL) übergegangen ist. 1990/91 war er Vorsitzender des obersten Rates der PSL. Bei den Parlamentswahlen 1991, 1993 und 1997 wurde er jeweils für die PSL in den Sejm gewählt. Von März 1995 bis April 1997 war er Landwirtschaftsminister und stellvertretender Ministerpräsident in den Kabinetten von Józef Oleksy und Włodzimierz Cimoszewicz.
1998 verließ er die PSL und gründete (unter anderem mit Mikołaj Kozakiewicz) die sozialdemokratisch ausgerichtete Partia Ludowo-Demokratyczna (PLD), deren Vorsitzender er wurde. Bei der Parlamentswahl 2001 wurde er auf der Gemeinschaftsliste von Sojusz Lewicy Demokratycznej (SLD) und Unia Pracy (UP), an der sich auch die PLD beteiligt hatte, erneut in den Sejm gewählt. 2002 schied er aus der SLD-Fraktion aus und gründete gemeinsam mit Krzysztof Rutkowski und Józef Głowa eine parlamentarische Gruppe der PLD. 2004 gründeten diese mit anderen ehemaligen Abgeordneten von PSL, SLD und Samoobrona die Fraktion „Federacyjny Klub Parlamentarny“, deren Vorsitzender Jagieliński wurde. Bei der Europawahl 2004 kandidierte er für die Gemeinschaftsliste von PLD von Krajowa Partia Emerytów i Rencistów, die aber mit nur 0,8 % der Stimmen an der Sperrklausel scheiterte. Bei der Wahl 2005 zum Sejm (für die SLD) und der Wahl zum Senat 2007 (für das Wahlbündnis Lewica i Demokraci) kandidierte er jeweils erfolglos. 2008 kehrte er zur PSL zurück.

## Ehrungen
- 2015 Offizier des Ordens Polonia Restituta[12]